# Buszowiec krępy
Buszowiec krępy (Ctenopoma weeksii) – endemiczny gatunek słodkowodnej ryby z rodzaju Ctenopoma należącej do rodziny błędnikowatych. Bywa hodowany w akwariach.
W Europie po raz pierwszy pojawił się w roku 1952, w Polsce w latach siedemdziesiątych XX wieku.

## Występowanie
Zasiedla wody dorzecza rzeki Kongo w Kongu i Demokratycznej Republice Konga.

## Charakterystyka
Odróżnienie płci jest trudne poza okresem godowym. Dorasta do 12 cm długości.

## Warunki w akwarium
| Zalecane warunki w akwarium | Zalecane warunki w akwarium |
| --------------------------- | --------------------------- |
| Zbiornik                    | duże                        |
| Temperatura wody            | 24–28°C                     |
| Twardość wody               |                             |
| Skala pH                    | 6,2 – 7,2                   |
| pokarm                      | mięsny, drobne ryby         |
| Uwagi                       |                             |

## Rozmnażanie
Buszowiec krępy jest rybą dość płodną. Może złożyć ponad 2000 jaj.